# Ernesto Teixeira
Ernesto Teixeira (São Paulo, 1 de setembro de 1964) é um compositor e intérprete de sambas-enredo paulistano. Integrante da escola de samba Gaviões da Fiel, desde 1984 ocupa o posto de intérprete oficial da agremiação, tendo sido o único a ocupar esse posto desde que a Gaviões transformou-se em escola de samba.
Em parceria com o José Rifai, Alemão do Cavaco e Grego, é também autor de vários sambas da Gaviões (1998, 1999, 2000, 2001, 2002, 2005 e 2006) e músicas de exaltação ao Corinthians.
É um dos responsáveis também pelo projeto Memória Corinthiana.

## Prêmios
- Estrela do Carnaval

1. 2025 - Melhor intérprete (Gaviões) [3]

- Prêmio SRZD-Carnaval/SP

1. 2015 - "Personagem Especial" [4]